# Gabriela García Vargas

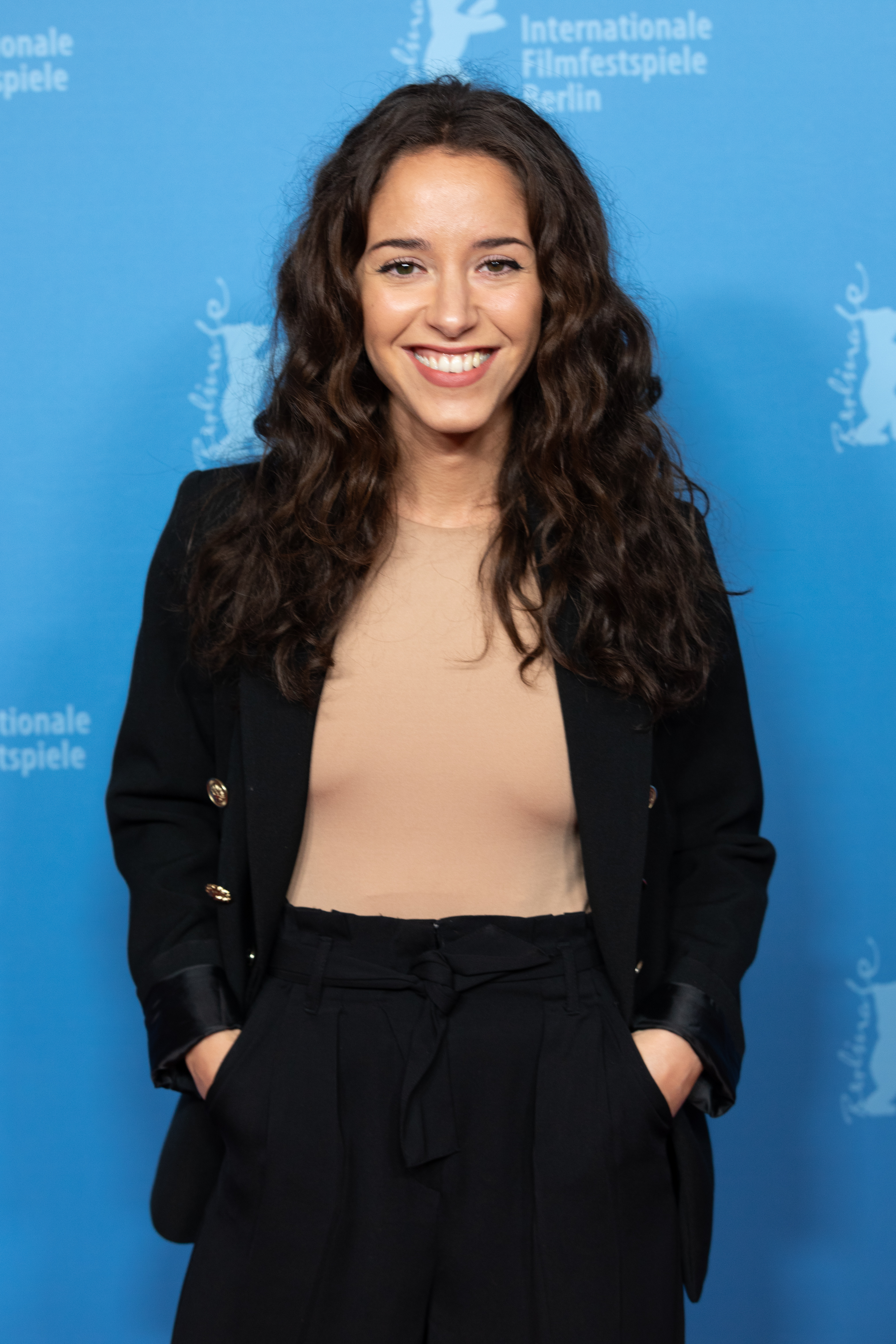
Gabriela García Vargas

Gabriela García Vargas (* 27. März 1992 in Guantánamo, Kuba) ist eine österreichische Schauspielerin kubanischer Herkunft.

## Leben
Gabriela Garcia Vargas wurde als Tochter von Mercedes Miriam Vargas Iribar in Kuba geboren und emigrierte als Kind zusammen mit ihrer Mutter nach Österreich. Nach ihrer Matura dort studierte sie von 2014 bis 2017 Schauspiel an der Filmakademie Wien, welches sie mit der paritätischen Bühnenreifeprüfung abschloss.
García Vargas wirkte zu Beginn ihrer Karriere in Nebenrollen in den Filmen Bad Fucking und Love Machine mit. Später wurde sie im Krimigenre aktiv und wirkte in verschiedenen deutschen und österreichischen Fernsehserien, unter anderem in Der Pass, Die Toten vom Bodensee und Der Bozen-Krimi mit. In letzterem verkörpert sie mit der Figur der Ermittlerin Mariella Colombo ihre erste Hauptrolle.

## Filmografie (Auswahl)
- 2013: Bad Fucking
- 2016: Zehn Zwanzig
- 2017: Wannabe
- 2019: Love Machine
- 2020: SOKO Köln (Fernsehserie, 1 Folge)
- 2022: Der Pass (Fernsehserie, 5 Episoden)
- 2023: Der Barcelona-Krimi: Totgeschwiegen
- seit 2024: Der Bozen-Krimi (Fernsehserie, 3 Folgen)
- 2024: Die Toten vom Bodensee (Fernsehserie, 1 Folge)